# Yaren
Yaren, este cea mai mare localitate și centrul administrativ al statului Nauru. Se ridică la o populație de 803 de locuitori în 2021 și se întinde pe o suprafață de 1,5 km pătrați. Prima atestare datează din 1798.